# 2547 Hubei
A 2547 Hubei (ideiglenes jelöléssel 1964 TC2) a Naprendszer kisbolygóövében található aszteroida. A Bíbor-hegyi Obszervatóriumban fedezték fel 1964. október 9-én.